# Emanuel Bretfeld z Kronenburgu
Emanuel Bretfeld svobodný pán z Kronenburgu (německy Emanuel Freiherr von Bretfeld zu Kronenburg, 3. února 1774, Praha- 7. června 1840, Jeseník) byl český důstojník císařské armády, z rodu Bretfeldů.

## Život

### Původ a rodina
Emanuel Bretfeld z Kronenburgu pocházel z původně jihočeského šlechtického rodu z Českého Krumlova. Jeho rodiči byli Josef z Bretfeldu a jeho druhá manželka Marie Anna Chlumčanský z Přestavlk a Chlumčan († 1819). Jeho sourozenci byli:
- Baron Antonín Petr Bretfeld z Kronenburgu (28. dubna 1767 – ?)
- Baron František Josef Chlumčanský z Bretfeldu
- Antonie Terezie Bretfeldová z Kronenburgu (27. června 1779 – ?)

Emanuel Bretfeld z Kronenburgu se 1. května 1810 oženil s hraběnkou Marií Karolínou Kristýnou Vilemínu z Ahlefeldtu (16. ledna 1785, Karlovy Vary – 22. února 1842, Vídeň), dcerou hraběte Ferdinanda Antonína z Ahlefeldtu a jeho manželky, hudebnice Marie Terezie, rozené princezny z Thurn-Taxisu (1755–1823). Měli spolu čtyři děti:
- Baronka Marie Terezie Bretfeldová z Kronenburgu (8. dubna 1811 – ?);
- Baronka Karolína Eleonora Bretfeldová z Kronenburgu (5. srpna 1813, Praha – 20. srpna 1857, Šentjur pri Celju), vdaná za Augusta Ferdinanda Karla Cloßmanna (16. ledna 1809, Mnichov – 18. září 1865, Štýrský Hradec);
- Baron Karel Egon Bretfeld z Kronenburgu (7. srpen 1819 – ?);
- Emanuel Gabriel Bretfeld z Kronenburgu (25. března 1821 – 16. srpna 1875).

### Kariéra
Emanuel Bretfeld z Kronenburgu se v roce 1789 jako kadet připojil k husarskému pluku hraběte Dagoberta Sigmunda z Wurmseru. V témže roce se v řadách císařské armády zúčastnil obléhání Bělehradu pod velením polního maršála Ernsta Gideona Laudona v bojích rusko-turecké války. V roce 1790 byl povýšen na poručíka a po skončení tureckého tažení se se svým plukem vrátil do Slezska, kde zůstal do začátku první koaliční války v polovině roku 1792.
V roce 1806 byl povýšen na rytmistra.
V roce 1809 byl převelen k husarskému pluku (později c. a k. Husarský pluk „hrabě Nádasdy“ č. 9) majora Jana Marii Filip hraběte Frimont z Paloty. Tam obdržel rozkaz zaútočit na pevnost Gradiska a obléhat Palmanuovu s praporem v Terstu, praporem Gränzer a divizí frimontských husarů. Během bojů v Maria-Lungě byl vážně zraněn a po zotavení byl povýšen na podplukovníka.
Po Schönbrunnské dohodě roku 1809 byl jeho pluk převelen do posádek v Chorvatsku a Maďarsku, kde setrval do roku 1813. V témže roce se Breitfeld významně zapojil do bojů v Bassano del Grappa, Caldieru, St. Michael a Monzambanu.
V roce 1814 se stal plukovníkem a velitelem v husarském pluku Josefa Habsbursko-Lotrinského (od roku 1893 c. a k. Husarský pluk „Friedrich Leopold Pruský“ č. 2) v Trevíru. Poté, co se 1. března 1815 Napoleon navrátivší se z Elby vylodil v Cannes, dostal Bretfeld rozkaz chránit císařský tábor při přesunu z Mannheimu do Paříže.
Po druhém pařížském míru se přesunul do své posádkové stanice v Nagy Enged v uherském Sedmihradsku.
V roce 1819 byl přeložen z pluku „arcivévody Josefa“ k posádky Dragounskému pluku „Kaiser Franz I.“ č. 1 v Brandýse nad Labem v Čechách.
V roce 1827 byl povýšen na generálmajora a brigádního generála a v roce 1830 na polního podmaršála a divizního důstojníka.

## Vyznamenání
Emanuel Bretfeld z Kronenburgu byl v roce 1827 vyznamenán rakouským řádem císaře Leopolda.